# Microchilus carbonerae
Microchilus carbonerae är en orkidéart som beskrevs av Paul Ormerod. Microchilus carbonerae ingår i släktet Microchilus och familjen orkidéer. Inga underarter finns listade i Catalogue of Life.